# Великоселье (Тверская область)
Великосе́лье — деревня в Торжокском районе Тверской области. Относится к Высоковскому сельскому поселению.
Находится в 32 км к югу от города Торжка, в 1 км от деревни Кожевниково.
В 2008 году в деревне числился 1 постоянный житель и осталось с десяток домов.

## История
В конце XIX — начале XX века деревня Великоселье относилась к Новотроицкому приходу Дарской волости Старицкого уезда Тверской губернии. В 1859 году в деревне 31 двор, 288 жителей, в 1886 — 51 двор, 308 жителей.
В 1925 году деревня в составе Высоковской волости Новоторжского уезда.
В конце 1930-х — 1940-е годы деревня Великоселье имела около 100 дворов и входила в Кожевниковский сельсовет Высоковского района Калининской области.
Во время Великой Отечественной войны, в октябре 1941 года, деревня стала последним оккупированным населённым пунктом на этом направлении советско-германского фронта, здесь были остановлены немецко-фашистские войска, наступавшие на Торжок. Хутор (выселок) Красный Поселок (Красные Горки), расположенный севернее Великоселья, оказался на линии фронта и все 17 его домов были сожжены немцами. 22 декабря 1941 года войска Калининского фронта освободили Великоселье в числе первых из населённых пунктов Высоковского района. На фронтах войны погибли 22 жителя деревни.
В 1997 году в деревне было 7 хозяйств, 8 жителей.